# Mistrzostwa Oceanii U-20 w Rugby Union Mężczyzn 2022
Mistrzostwa Oceanii U-20 w Rugby Union Mężczyzn 2022 – szóste mistrzostwa Oceanii U-20 w rugby union mężczyzn, oficjalne międzynarodowe zawody rugby union o zasięgu kontynentalnym organizowane przez Oceania Rugby mające na celu wyłonienie najlepszej w Oceanii męskiej reprezentacji narodowej złożonej z zawodników do lat dwudziestu. Zostały rozegrane w formie dwóch turniejów w okresie od 1 lipca do 7 grudnia 2022 roku. W walce o tytuł mistrzowski wzięły udział cztery zespoły, pozostałe drużyny, które przystąpiły do rozgrywek, wystąpiły zaś w niższej dywizji.

## Championship
Zawody zostały zorganizowane po przerwie spowodowanej pandemią COVID-19, przez którą odwołano edycje 2020 i 2021. Mistrzostwa zostały przeniesione z Gold Coast na Sunshine Coast i przeprowadzone na Sunshine Coast Stadium w ciągu trzech meczowych dni pomiędzy 1 a 10 lipca 2022 roku i wzięły w nim udział cztery zespoły rywalizujące systemem kołowym. Sędziowie zawodów.
Z kompletem wysokich zwycięstw w turnieju triumfowała reprezentacja Nowej Zelandii.

### Mecze
| 1 lipca 202217:00 | Nowa Zelandia U-20 | 74:5 | Fidżi U-20     | Sunshine Coast Stadium, Sunshine Coast Sędzia: Angus Mabey |
| 1 lipca 202217:00 | Bell 5 (P) Lauaki 5 (P) Sititi 10 (2P) Hotham 5 (P) Miller 16 (P 4pd K) Springer 5 (P) Vikena 5 (P) Lennox 5 (P) Cashmore 13 (P 4pd) Rova 5 (P) | 74:5 | Naseyara 5 (P) | Sunshine Coast Stadium, Sunshine Coast Sędzia: Angus Mabey |
| 1 lipca 202217:00 | Rinakama | 74:5 |                | Sunshine Coast Stadium, Sunshine Coast Sędzia: Angus Mabey |

| 1 lipca 202219:00 | Australia U-20                                   | 21:24 | Argentyna U-20                                                      | Sunshine Coast Stadium, Sunshine Coast Sędzia: David Vosalevu |
| 1 lipca 202219:00 | Grealy 5 (P) Gordon 9 (3K) karne przyłożenie – 7 | 21:24 | Chiavassa 5 (P) Folch 2 (pd) Sascaro 3 (K) 2 karne przyłożenia – 14 | Sunshine Coast Stadium, Sunshine Coast Sędzia: David Vosalevu |
| 1 lipca 202219:00 | Lemisio                                          | 21:24 | Elias                                                               | Sunshine Coast Stadium, Sunshine Coast Sędzia: David Vosalevu |

| 5 lipca 202214:00 | Nowa Zelandia U-20                                                               | 32:9 | Argentyna U-20 | Sunshine Coast Stadium, Sunshine Coast Sędzia: David Vosalevu |
| 5 lipca 202214:00 | Springer 5 (P) Hiwi 5 (P) Haig 5 (P) Lam 5 (P) Miller 4 (2pd) Cashmore 8 (pd 2K) | 32:9 | Folch 9 (3K)   | Sunshine Coast Stadium, Sunshine Coast Sędzia: David Vosalevu |
| 5 lipca 202214:00 | Michaels                                                                         | 32:9 |                | Sunshine Coast Stadium, Sunshine Coast Sędzia: David Vosalevu |

| 5 lipca 202216:00 | Australia U-20                                                                           | 58:5 | Fidżi U-20    | Sunshine Coast Stadium, Sunshine Coast Sędzia: Angus Mabey |
| 5 lipca 202216:00 | Grealy 5 (P) Bowen 18 (P 5pd K) Dowling 10 (2P) Vaihu 10 (2P) Blake 10 (2P) Wilson 5 (P) | 58:5 | Mailulu 5 (P) | Sunshine Coast Stadium, Sunshine Coast Sędzia: Angus Mabey |
| 5 lipca 202216:00 | Wakeham                                                                                  | 58:5 |               | Sunshine Coast Stadium, Sunshine Coast Sędzia: Angus Mabey |

| 10 lipca 202214:00 | Fidżi U-20      | 5:61 | Argentyna U-20 | Sunshine Coast Stadium, Sunshine Coast Sędzia: Will Pugsley |
| 10 lipca 202214:00 | Baselala 5 (P)  | 5:61 | Albanese 5 (P) Piccardo 5 (P) Wenger 10 (2P) Cabral 10 (2P) Elizalde 5 (P) Soler 5 (P) Bartolini 5 (P) Valarolo 5 (P) Folch 7 (2pd K) Sascaro 4 (2pd) | Sunshine Coast Stadium, Sunshine Coast Sędzia: Will Pugsley |
| 10 lipca 202214:00 | Qiolevu · Nawai | 5:61 | | Sunshine Coast Stadium, Sunshine Coast Sędzia: Will Pugsley |

| 10 lipca 202216:00 | Australia U-20                            | 12:69 | Nowa Zelandia U-20 | Sunshine Coast Stadium, Sunshine Coast Sędzia: Matt Kellahan |
| 10 lipca 202216:00 | Brown 5 (P) Lancaster 5 (P) Gordon 2 (pd) | 12:69 | Bell 15 (3P) Beehre 5 (P) Sititi 5 (P) Hotham 5 (P) Springer 5 (P) Higgins 5 (P) Hiwi 5 (P) Cashmore 17 (P 6pd) karne przyłożenie – 7 | Sunshine Coast Stadium, Sunshine Coast Sędzia: Matt Kellahan |
| 10 lipca 202216:00 | Blake · Gordon                            | 12:69 | | Sunshine Coast Stadium, Sunshine Coast Sędzia: Matt Kellahan |

## Trophy
Zawody odbyły się w formie dwóch meczów rozegranych w dniach 29 listopada i 3 grudnia 2022 roku w tongańskim mieście Nukuʻalofa pomiędzy reprezentacjami Tonga i Samoa, a ich stawką było prawo gry w World Rugby U-20 Trophy 2023. Obydwa zespoły podzieliły się zwycięstwami, zwycięzcą dwumeczu została jednak reprezentacja Samoa dzięki lepszemu bilansowi małych punktów.
Najtańsze bilety kosztowały 5 paʻanga, zaś na trybunę 10 TOP.
| 29 listopada 202215:00 | Tonga U-20                                             | 20:19 | Samoa U-20                      | Teufaiva Sport Stadium, Nukuʻalofa |
| 29 listopada 202215:00 | Kiu 5 (P) Afeaki 10 (2P) Ahokovi 2 (pd) Tongamoa 3 (K) | 20:19 | Asotasi 5 (P) Kolena 17 (pd 5K) | Teufaiva Sport Stadium, Nukuʻalofa |
| 29 listopada 202215:00 | Paulo                                                  | 20:19 |                                 | Teufaiva Sport Stadium, Nukuʻalofa |

| 3 grudnia 202215:00 | Tonga U-20    | 5:8 | Samoa U-20              | Teufaiva Sport Stadium, Nukuʻalofa |
| 3 grudnia 202215:00 | Kaufusi 5 (P) | 5:8 | Vili 5 (P) Tafili 3 (K) | Teufaiva Sport Stadium, Nukuʻalofa |